# 克里斯蒂安·埃尔霍夫
克里斯蒂安·埃尔霍夫（德語：Christian Ehrhoff，1982年7月6日—），德国男子冰球运动员。他曾代表德国参加2002年、2006年、2010年和2018年冬季奥林匹克运动会冰球比赛，获得一枚银牌。